# Tipula lionota
Tipula lionota är en tvåvingeart som beskrevs av Holmgren 1883. Tipula lionota ingår i släktet Tipula och familjen storharkrankar. Inga underarter finns listade i Catalogue of Life.